# P-08D
ドコモ タブレット ELUGA Live P-08D（ドコモ タブレット エルーガ ライブ ピーゼロハチディー）は、パナソニック モバイルコミュニケーションズによって開発された、NTTドコモの第3世代移動通信システム（FOMA）端末である。ドコモ タブレットのひとつ。

## 概要
ELUGAシリーズの一つで、モバキャス(NOTTV)に対応したタブレット端末である。タブレット端末ではあるが、NOTTVやワンセグをリアルタイムに視聴できることから、「Live」と名付けられた。
NOTTV対応端末としては最大級となる10.1インチのWXGAディスプレイを搭載しており、同社製のブルーレイレコーダーDIGAとのDLNAとWi-Fiを利用した連携機能「お部屋ジャンプリンク」にも対応している。

またコントラストや彩度の補正、超解像処理を行う高画質回路「モバイルPEAKSエンジン」や聞きやすい音質に自動補正・調整できる「SRS TruMedia HD」といった高画質・高音質化のための機能も搭載している。
家族での利用を想定しており、ファミリー向けの機能や工夫を多数設け、使いやすさを重視している。家族のスケジュールや伝言メモ、写真などを非公開型のSNSで共有できる「ファミリーポータル」機能や子供向けには読み上げ機能に対応した動く絵本アプリ「ファミリーえほん」、シニア向けとして将棋アプリなど、ファミリー向けのアプリケーションがプリインストールされている。
また文字入力は、家族の使い始めの壁を低くする目的で、初期設定では50音キーやQWERTYキーよりも先に、手書きキーボードが表示されるようになっている。もちろん設定切り替えにより、50音キーやQWERTYキー、音声認識へ切り替えることができる。
なお、通話機能は備えていないほか、Xi・おサイフケータイ・GSM・赤外線通信には非対応である。バッテリー容量は6,560mAhだが取り外しはできず、交換は預かり修理となり14,910円かかる。

## 主な機能
| 主な対応サービス                                 | 主な対応サービス                         | 主な対応サービス                       | 主な対応サービス                              |
| ------------------------------------------------ | ---------------------------------------- | -------------------------------------- | --------------------------------------------- |
| タッチパネル／加速度センサー                     | Xi／FOMAハイスピード                     | Bluetooth                              | DCMX／おサイフケータイ／赤外線／トルカ        |
| ワンセグ／モバキャス                             | メロディコール                           | テザリング                             | WiFi IEEE802.11b/g/n                          |
| GPS                                              | spモード／電話帳バックアップ             | デコメール／デコメ絵文字／デコメアニメ | iチャネル                                     |
| エリアメール／ソフトウェアーアップデート自動更新 | デジタルオーディオプレーヤー(WMA)(MP3他) | GSM／3Gローミング（WORLD WING）        | フルブラウザ／Flash Player                    |
| Google Play／dメニュー／dマーケット              | Gmail／Google Talk／YouTube／Picasa      | バーコードリーダ／名刺リーダ           | ドコモ地図ナビ／Google Maps／ストリートビュー |

## 歴史
- 2012年（平成24年）5月16日 - NTTドコモより発表。
- 2012年（平成24年）8月29日 - 事前予約開始。
- 2012年（平成24年）9月1日 - 発売開始[3]。

## 不具合・アップデートなど
2012年9月20日のアップデート
- 画面ロックのパスワードを設定した状態で、携帯電話（本体）を再起動させるとフリーズする場合がある不具合を修正する。
- ビルド番号が09.0710から09.0719になる。

2013年8月7日のアップデート
- 電源起動時、まれにホームアプリの設定が正しく反映されない場合がある不具合を修正する。
- ビルド番号が09.0710、09.0719から09.0741になる。